# Stu Cook
Stuart Alden Cook (Stanton, 25 aprile 1945) è un bassista statunitense.
È conosciuto principalmente per aver fatto parte del gruppo rock statunitense Creedence Clearwater Revival.

## Biografia
È laureato in giurisprudenza. La sua carriera musicale inizia nel 1959 con i The Blue Velvets, trio strumentale formato da lui al piano, John Fogerty alla chitarra e Doug Clifford alla batteria. Il gruppo, a cui si aggiunge nel 1960 Tom Fogerty alla voce, cambia nome nel 1964 in The Golliwogs, ma il successo tarda ad arrivare.
Nel 1967 John prende il controllo del gruppo, divenendo il cantante e registrando una serie di canzoni. Il gruppo cambia inoltre nome in Creedence Clearwater Revival, con cui incidono un primo album omonimo. I primi successi iniziano ad arrivare, e in breve il gruppo si afferma sulla scena rock. Dopo aver inciso sei album nel giro di tre anni, Tom abbandona però il gruppo per alcuni screzi con il fratello John.
Per il nuovo album il cantante decide che occorre cambiare formula: costringe così Doug e Stu a scrivere canzoni loro. Se in un primo tempo i due respingono la cosa, alla fine si trovano costretti ad accettare. Stu realizza così le sue prime tre canzoni nei Creedence: "Take It Like a Friend", "Sail Away" e "Door to Door". L'album, intitolato Mardi Gras e uscito nel 1972, risulta il peggiore del gruppo, e John decide quindi di sciogliere i Creedence.
Doug e Stu presero quindi parte alla Don Harrison Band. Assieme a Don Harrison e Russell DaShiell alla chitarra, incisero due album: The Don Harrison Band nel 1976 e Red Hot nel 1977. A seguito del secondo album, Don Harrison decise di sciogliere il gruppo. Russel, Doug e Stu decisero in un primo momento di continuare a suonare assieme mantenendo lo stesso nome, ma infine decisero che chiamare il gruppo 'Don Harrison Band' avrebbe fatto pensare che con loro cantava ancora Harrison.
Nel 1979 Cook entrò nei The Aliens, gruppo di Rocky Ericksons, e successivamente nei Southern Pacific nel 1986, sostituendo Jerry Scheff. Cook rimase nei Southern Pacific fino a quando, nel 1991, non si sciolsero.
Nel 1995, Clifford e Cook formano i Creedence Clearwater Revisited, gruppo rock che ripropone cover dei Creedence Clearwater Revival in giro per il mondo.

## Discografia

### Creedence Clearwater Revival
- 1968 - Creedence Clearwater Revival
- 1969 - Bayou Country
- 1969 - Green River
- 1969 - Willy and the Poor Boys
- 1970 - Cosmo's Factory
- 1970 - Pendulum
- 1972 - Mardi Gras

### Don Harrison Band
- 1976 - The Don Harrison Band
- 1977 - Red Hot

### Rocky Erickson and The Aliens
- 1980 - Roky Erickson and the Aliens
- 1981 - The Evil One

### Southern Pacific
- 1986 - Killbilly Hill
- 1988 - Zuma
- 1990 - County Line
- 1991 - Greatest Hits

### Creedence Clearwater Revisited
- 1998 - Recollection